# Gunilla Andrén
Gunilla Andrén, född 25 september 1961, är en svensk före detta friidrottare (medeldistans) som tävlade för klubben Spårvägens IF.

## Personliga rekord
- 800 meter - 2.03,94 (Stockholm 2 juli 1985)
- 1 500 meter - 4.14,02 (Stockholm 1 juli 1986)
- 3 000 meter - 9.47,73 (Stockholm 29 september 1985)